# 하스드루발 바르카

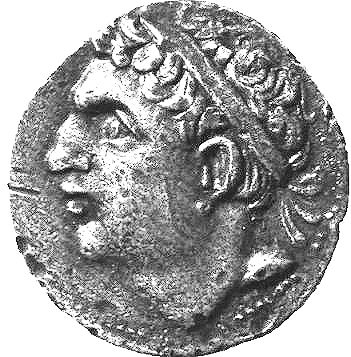

하스드루발 바르카(라틴어: Hasdrubal Barca, ? ~ 기원전 207년 죽음)는 제2차 포에니 전쟁때의 카르타고의 장군이며 하밀카르 바르카의 둘째 아들로 한니발의 동생이다.
그의 초기 생애에 대하여는 별로 알려진 바가 없다. 하스드루발은 기원전 218년 형 한니발이 이탈리아로 떠난 뒤 히스파니아의 카르타고를 맡아 푸블리우스 코르넬리우스 스키피오와 그의 형제 그나이우스 코르넬리우스 스키피오를 맞아 6년간 전투를 치렀다. 초기에는 그나이우스의 급습을 받아 카르타고군이 고전을 면치 못했다. 기원전 217년 타라코에 있는 에브로 강에서 벌어진 전투에서 하스드루발은 육군을 맡고 그의 부하는 함대를 맡아 지휘했는데 경솔하게 움직인 함대가 로마의 대담한 공격으로 대파당했고 이때문에 하스드루발은 싸워보지도 못하고 후퇴해야 했다.
기원전 215년 그는 4,000명의 보병과 500기의 기병을 재조직하고 이탈리아로 진군하기 위해 카르타헤나를 떠났으나 에브로 강 기슭의 데르토사에서 스키피오 형제가 이끄는 로마군에게 중앙부대가 격파당해 크나큰 손실을 입었다. 이 전투로 카르타고군은 북부 이탈리아의 카르타고군을 지원해야할 중요한 순간에 히스파니아와 아프리카에서 지원군을 보내는 데 실패하게 되었다.
기원전 215년부터 3년간 하스드루발의 히스파니아 카르타고군은 로마의 스키피오 형제에게 저지당해 전선이 교착되었고 영토의 3분의 1을 평정당했다. 그러던 중 북아프리카에서 누미디아의 부족장인 시팍스가 카르타고의 영토를 침범하고 하스드루발은 누미디아의 왕자 마시니사와 함께 이를 평정하고 누미디아의 기병을 대동하고 히스파니아로 개선했다. 기원전 211년 하스드루발은 마시니사의 누미디아 기병과 함께 로마군에 대한 역습에 나서 스키피오 형제를 모두 죽이고 로마군을 축출하는 데 성공했다. 그러나 카르타고군의 내부 단결력 부족으로 8,000명의 로마군이 에브로 강 이북으로 퇴각하는 것을 저지하지 못했고 나중에 이들이 차례로 보강되어 다시 히스파니아를 침입하게 되었다. 기원전 210년 히스파니아에 도착한 스키피오 아프리카누스는 탁월한 외교술과 전술로 카르타고군을 차례로 굴복시키고 마침내 이듬해 카르타헤나를 점령했다. 하스드루발은 스키피오에 맞서 바이쿨라 전투에서 패했으나 군대의 2/3는 보전하여 도망쳤다.
하스드루발은 남은 군대를 이끌고 스키피오의 추격을 따돌리고 피레네산맥을 넘고 갈리아와 알프스를 거쳐 이탈리아로 진입하는 데 성공했다. 그러나 기원전 207년 하스드루발은 메타우루스 강에서 집정관 리비우스와 클라우디우스 네로의 로마군에게 완패하고 전투 중 장렬히 전사했다.
하스드루발의 머리는 네로의 명령에 의해 참수되었고 바구니에 넣어져 한니발의 진영으로 던져졌는데, 이는 한니발이 전사한 로마 장군을 정중히 예를 갖추어 장사를 지낸 것과 강한 대비를 이룬다.